# آلبرتا
اَلبرتا (به انگلیسی: Alberta) یکی از استان‌های کانادا است.

## جغرافیا
مرکز آن ادمونتون، مهم‌ترین شهر آن کلگری است و شهر بنف از نقاط دیدنی این استان می‌باشد.
مساحت آلبرتا ۶۶۱٫۸۴۸ کیلومتر مربع است؛ و بعد از کبک، انتاریو، بریتیش کلمبیا در رده چهارم قراردارد. رشته کوه‌های راکی در غرب اَلبرتا قراردارند. تعداد زیادی رودخانه و چشمه و دریاچه در این استان قرار دارد و منبع آب و همچنین پوشش گیاهی خوبی است. سه دریاچه بزرگ اَلبرتا عبارتند از Lake Claire, Lesser Slave Lake, Lake Athabasca.
طولانی‌ترین رود این استان Athabasca River می‌باشد که از کوه‌های راکی سرچشمه گرفته است. ادمونتون (پایتخت اَلبرتا) در محدود خط تراز شمالی کانادا واقع شده است که به منابع بزرگ نفت نزدیک است. در جنوب ادمُنتون و به فاصله ۲۸۰ کیلومتری (۱۷۰مایل) شهر کلگری واقع شده است. بیش از ۷۵درصد جمعیت اَلبرتا در این دو شهر زندگی می‌کنند.
اَلبرتا دارای ۴بخش آب و هوایی: کوهستانی، جنگل شمالی، پارک و دشت می‌باشد. در مرکز و شمال آلبرتا هنگام بهار گل‌های شقایق و آفتابگردان را به وسعت می‌بینید. همچنین در قسمت جنگلی درختان صنوبر، بید، کاج و درختان با برگ‌های خزان را می‌بینید.
گاومیش آمریکایی شاخ دار (بوفالو) در این دشت‌ها به وفور دیده می‌شوند. از دیگر علف خواران می‌توان: گوزن شمالی، آهو سفید، گوسفند، خرگوش و سنجاب را برشمرد. همچنین حیوانات گوشت‌خواری مانند: خرس خاکستری و سیاه و سفید در مناطق کوهستانی و با درخت فراوان دیده می‌شوند. شغال، گرگ، روباه، سیاه گوش، بابکت، شیرکوه (گربه وحشی پشمالو) نیز وجود دارد. همچنین پرندگان نادری مانند: قو، مرغ سقا، مرغابی، غاز در اطراف دریاچه‌ها به وفور دیده می‌شوند. آلبرتا از معدود استان‌هایی است که عاری از موش است. بعد از برنامه کنترل ۱۹۵۰ و مبارزه با آفات کشاورزی این اقدام صورت گرفت تا کمترین آسیب به مزارع بزرگ کشاورزی آلبرتا برسد.
دارای آب و هوای خشک قاره‌ای است. با تابستان گرم و زمستان سرد. در تابستان درجه حرارت تا ۴۰ درجه می‌رسد. البته عرض این استان ۱۲۰۰کیلومتر است و از آب و هوای متنوعی برخوردار است. دمای هوای ادمونتون در ژانویه -۱۵و در ژوئیه +۲۳ می‌باشد.

## مساحت و جمعیت

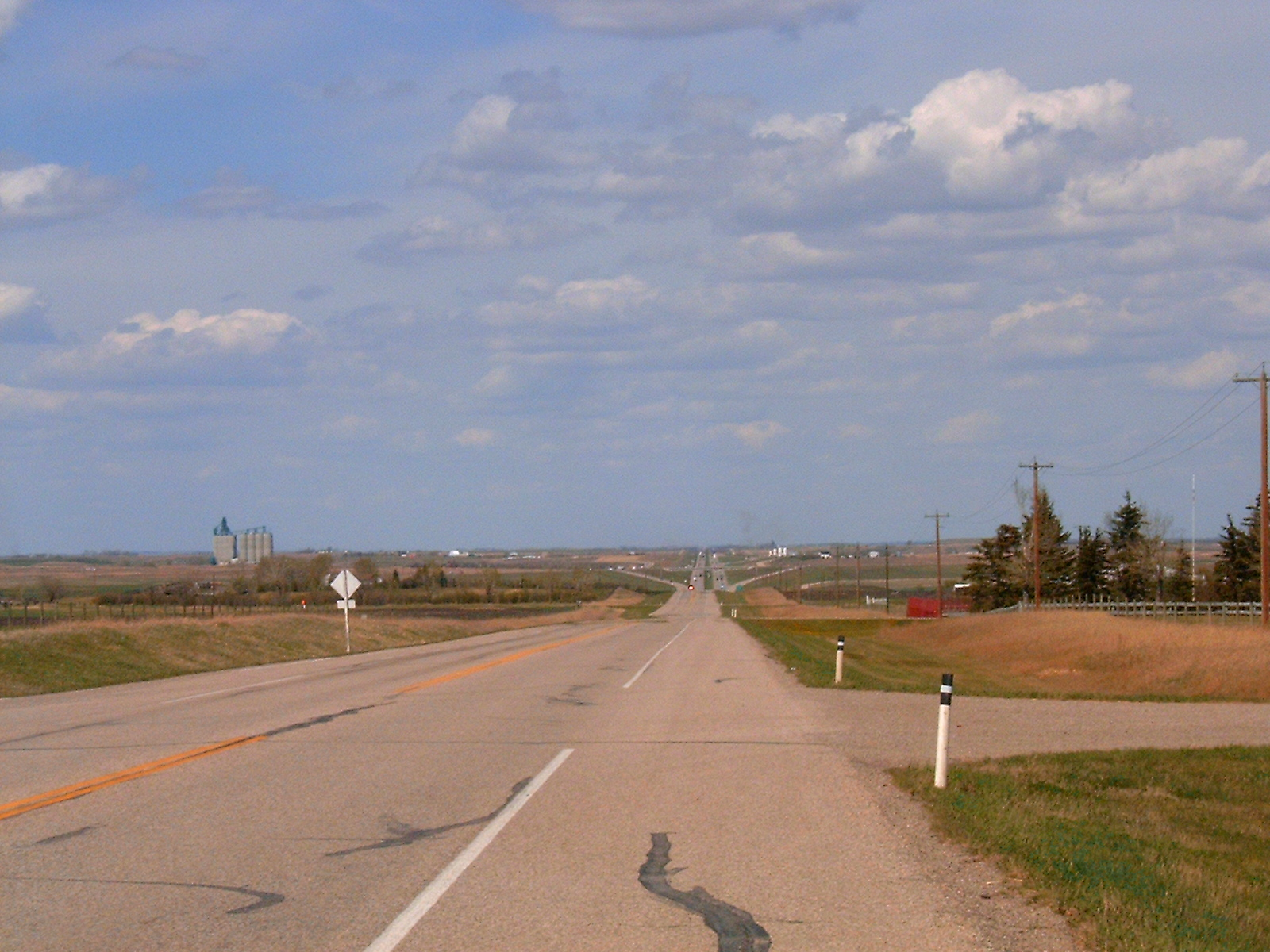
استان آلبرتا – منطقه کراسفیلد – جاده شماره 2A

وسعت آلبرتا ۶۶۱٬۸۴۸ کیلومتر مربع و جمعیت آن ۳٬۲۲۳٬۴۰۰ نفر (برآورد سال ۲۰۰۵) است.
در سرشماری سال ۲۰۱۱ برابر ۳٫۶۴۵٫۲۵۷ نفر است. تراکم جمعیت برابر ۵٫۷ در هر کیلومترمربع است. در سال‌های اخیر این میزان، رشد زیادی را به دلیل اقتصاد رو به رشد تجربه کرده است که شامل زاد و ولد بالا و مهاجرت از شهرهای دیگر کانادا و همچنین خارج از کانادا است.
حدود ۸۱درصد در مناطق شهری زندگی می‌کنند. انگلیسی رایج‌ترین زبان مادری در آلبرتا است. بعد از آن زبان چینی(۳٪) زبان آلمانی(۲٫۶٪)، زبان فرانسه(۱٫۹٪) و زبان فارسی در حدود (۰٫۵٪) می‌باشد.
آلبرتا دارای تنوع قومی قابل توجهی است، که از انگلستان، ایرلند، اسکاتلند، ولز، آلمان، فرانسه، اوکراین و خاورمیانه آمده‌اند.
آلبرتا دارای تعداد زیادی از مذاهب مختلف می‌باشد که کاتولیک رایج‌ترین آن است؛ و از نظر تنوع بعد از بریتیش کلمبیا و انتاریو سومین مرکز با تنوع مذهبی را دارا است. مسلمانان ۱٫۷٪ جمعیت را شامل می‌شوند. قدیمی‌ترین مسجد کانادا به نام مسجد رشید در ادمونتون آلبرتا واقع شده است.

## اقتصاد
استان آلبرتا نفت‌خیز می‌باشد.
آلبرتا غربی‌ترین مکان در بین سه استان فلاتی شکل کانادا می‌باشد. آلبرتا با رشدی پر سرعت و جمعیتی بالغ بر ۳٫۳ میلیون نفر به عنوان استان انرژی شناخته شده است. اکثر جمعیت این منطقه در دو شهر بزرگ این استان، ادمونتون (که مرکز این استان است) و کالگری با جمعیت هر کدام بالای یک میلیون نفر واقع شده‌اند. آلبرتا با وجود پیشرو بودن در زمینه صنعت نفت و گاز در جهان، همچنان پذیرای صنایع متفاوت و در حال رشد و همچنین خدمات اقتصادی می‌باشد. با کمک فرصت‌هایی که توسط این اقتصاد در حال رشد ارائه شده است، آلبرتا به یکی از مهم‌ترین مقصدها برای مهاجران به کانادا تبدیل شده است. امروزه آلبرتا بدون شک دارای شکوفاترین اقتصاد استانی در کانادا می‌باشد و در سطح جهانی به ارائه کیفیت بالای زندگی شناخته شده است.
GDP سرانه در سال ۲۰۰۷ بالاترین مقدار در بین استان‌های کانادا با ۷۴۸۲۵$ است، که ۶۱٪ بیشتر از میانگین ملی کانادا است. براساس سرشماری ۲۰۰۶ متوسط درآمد سالانه خانوار بعد ز کسر مالیات برابر ۷۰۹۸۶$ (در مقایسه با ۶۰۲۷۰$ در کل کانادا) بوده است.

## اقتصاد و اشتغال
بعد از گذشت یک دهه نرخ بالای رشد، آلبرتا همچنان آمادگی خود برای توسعه اقتصادی را حفظ کرده است. اقتصاد آلبرتا توسط صنعت انرژی در حال انفجار خود یکی از اشتغالزاترین بخش‌ها در کانادا است. صنعت انرژی در این استان بیش از ۲۷۵٬۰۰۰ شغل به صورت مستقیم و غیر مستقیم ایجاد کرده است. انتظار می‌رود که این بخش همچنان با پیشرفت تکنولوژی و توسعه هر چه بیشتر سواحل نفتی در شمال این استان، توسعه یابد. نرخ بالای رشد اقتصادی آلبرتا فقط محدود به صنایع انرژی نیست بلکه این استان از تنوع بالای اقتصادی نیز برخوردار است. صنایع تولیدی در آلبرتا در دهه گذشته دو برابر شده است و خلاقیت، صنایع جدید را ترغیب به کار می‌کند که این مورد باعث تبدیل شدن آلبرتا به رقیبی قدرتمند در بازارهای جهانی شده است. به جز صنعت نفت و گاز، صنعت جنگلداری در این استان با ارزش سالیانه ۴ میلیارد دلار نیز بسیار مهم می‌باشد. آلبرتا همچنان به صورت سنتی مکانی برای کشاورزی و دامداری در ابعاد بزرگ بوده است که این مسئله تأثیر بسیار مهمی در صنعت و فرهنگ این منطقه می‌گذارد.
آلبرتا با توجه به توسعه پر سرعت اقتصادی خود، یکی از بهترین مکان‌ها برای کاریابی است. آلبرتا دارای پایین‌ترین نرخ بیکاری با رقم ۳٫۹٪ می‌باشد، که این رقم پایین‌تر از رقم میانگین کانادا یعنی ۶٫۸٪ می‌باشد. زمانیکه این نرخ پایین بیکاری با نرخ پایین تولید جمعیت و نرخ رکورد دار اشتغالزایی جمع زده شود، نتیجه نشانگر تعداد بالای شغل برای مهاجران می‌باشد. در سال‌های اخیر، این استان تعداد مهاجران دائم خود را در کنار کارکنان خارجی موقت افزایش داده اما همچنان نرخ بیکاری در حال کاهش است. تحقیق‌های بین‌المللی نشان می‌دهد که کالگری و ادمونتون در بین بهترین شهرهای جهان برای کار کردن قرار دارند. در کنار تعداد بالای فرصت‌های شغلی، مردم از کار کردن در آلبرتا به خاطر سطح بالای زندگی در این منطقه، لذت می‌برند.

## استاندارد زندگی
به دلیل نرخ پایین بیکاری در آلبرتا، متوسط درآمد این استان بالاتر از نقاط دیگر کانادا می‌باشد. حداقل دستمزد در این استان بالاتر از متوسط درآمد در کانادا است(۹ دلار در ساعت). نکته جالب تر اینکه درآمد خانواده در این استان در حدود ۶۱۰۰۰ دلار در سال است که نسبت به استان‌های دیگر در رتبه اول قرار دارد.
مالیات بر درآمد این استان با توجه به وجود منابع طبیعی سرشار کمترین مقدار مالیات در کانادا می‌باشد. خانواده‌ای با دو درآمد (۶۰٬۰۰۰ دلار) و دو فرزند در آلبرتا ۳٬۵۸۳ دلار از نیوفاندلند و لابرادور و ۹۹۰ دلار از آنتاریو کمتر مالیات پرداخت می‌کند. دلیل پایین بودن مالیات به سیستم مالیاتی واحد با نرخ پایین بر می‌گردد. این سیستم شامل بالاترین معافیت‌های پایه‌ای و خانواده‌ای در استان، رقم مالیات عمومی بر فروش، پایین‌ترین نرخ بنزین و گازوئیل، و مالیات بر املاک می‌باشد. تمام این‌ها بدین معنی است که با دادن مالیات کمتر پول بیشتری جهت مصرف خانواده باقی می‌ماند.
محیط زیست این استان بسیار امن می‌باشد که آن را محل مناسبی برای زندگی خانوادگی می‌سازد. این استان با داشتن کوه‌های راکی و جنگلهای زیبا، یکی از استان‌های دلپذیر در کانادا می‌باشد. استاندارد زندگی در آلبرتا اصلی‌ترین علتی است که مهاجران را به سمت خود می‌کشد.

## خانه‌های مسکونی
آلبرتا دارای یکی از ارزان قیمت‌ترین بازارهای مسکن در بین شهرهای اصلی کانادا می‌باشد. میزان بالای مهاجرت به این استان و همچنین افزایش درآمد برای ساکنان آلبرتا موجب به وجود آمدن موجی از تقاضاها شده و منجر به افزایش قیمتها شده است، اما همچنان این استان محلی مقرون به صرفه برای خرید یا اجاره مسکن باقی‌مانده است. با سرعت بخشیدن به تولید خانه‌های جدید توسط خانه سازان در این منطقه، انتظار می‌رود که هزینه مسکن در چند سال آینده کاهش پیدا کند.
میانگین قیمت خانه در آلبرتا تقریباً بین ۳۸٪ تا ۴۸٪ پایین‌تر از تورنتو و ونکوور است. (ادمونتون ۱۷۶٬۶۱۰ دلار؛ کالگری ۲۲۲٬۸۶۰ دلار). به‌طور کلی هزینه‌ای که بابت مسکن از درآمد پرداخت می‌شود، پایین‌تر از میانگین کانادا است و بین ۱۸ تا ۲۸ درصد متغیر بوده که رابطه‌ای مستقیم با نوع مسکن دارد.

## آموزش
آلبرتا دارای سیستم تحصیلاتی معروف و مشهوری است، از مهد کودک تا دانشگاه و تحقیقات پیشرو جهانی در این استان انجام می‌شود. در کانادا، تمام شهروندان و ساکنان دائم زیر ۲۰ سال توانایی تحصیل رایگان را تا انتهای دبیرستان از طریق مدرسه‌های همگانی را دارا می‌باشند. زمانیکه شما به آلبرتا می‌آیید، فرزندان شما گزینه‌های فراوانی را برای انتخاب مدرسه در اختیار دارند، مدارسی که همگی رایگان هستند و از هزینه‌های مالیاتی تأمین می‌شوند. گذشته از سیستم اصلی مدارس همگانی، تعدادی مدارس فرانسوی زبان که مشغول آموزش به زبان فرانسوی هستند و همچنین مدارس کاتولیک نیز وجود دارند. آلبرتا همچنین مدارس جدیدی همانند مدارس آنلاین/مجازی را نیز به عنوان انتخاب‌های دیگری برای آموزش فرزندان ارائه می‌دهد. بعضی از پدر و مادران تصمیم می‌گیرند که فرزند خود را در این استان به مدارس خصوصی بفرستند، اما به صورت کلی اکثراً از مدارس عمومی استفاده می‌کنند به خاطر کیفیت بالای این مدارس.
نظام آموزش تحصیلات عالیه آلبرتا، سرمایه‌گذاری عام، دارای ۲۴ مؤسسه، شامل چهار دانشگاه با بیش از ۱۰۴٬۵۰۰ دانشجوی پاره وقت یا تمام وقت در مجموع می‌باشد. سرانه مخارج هر دانشجو برای تحصیلات ابتدایی در این استان در میان بالاترین‌ها در کانادا می‌باشد. آلبرتایی‌ها به‌طور متوسط سالیانه ۵۰۰۰ دلار برای تحصیلات عالیه هزینه می‌کنند. این رقم در میان بالاترین‌ها در کانادا است. با این حال دولت برنامه‌های زیادی را برای کمک به خانواده‌ها در جهت هزینه‌های فرزندان، بعد از اتمام دبیرستان به اجرا درآورده است. در سال ۲۰۰۵، برنامه آموزشی صد ساله آلبرتا شکل گرفت و به مرحله اجرا گذاشته شد. این برنامه به تمام افراد مقیمی که از سال ۲۰۰۵ به بعد در آلبرتا دنیا آمده‌اند ۵۰۰ دلار کمک خواهد کرد. این برنامه به والدین با ارائه مشوق‌هایی برای شروع و ذخیره‌سازی پول، برای تحصیلات عالیه فرزندان خود، با سرعت هر چه بیشتر کمک می‌کند. در سال ۲۰۰۴، مبلغ کلی کمک‌های آلبرتا به دانشجویان به رقم ۴۳۹ میلیون دلار رسیده است.

## بهداشت و درمان
طبق قوانین کانادا، تمام استان‌ها و مناطق باید نظام بهداشت و درمان عمومی و سراسری را به تمام شهروندان قانونی کانادا ارائه کنند. در نتیجه، اکثر خدمات پایه‌ای بهداشت و درمان در کانادا بدون هزینه‌های مستقیم برای شهروندان خواهد بود. جراحی‌هایی که موارد انتخابی هستند و تأثیری در حیات ندارند (همانند، جراحی‌های زیبایی و تعدادی از جراحی‌های دندان پزشکی) به صورت کلی تحت پوشش دولت نیستند، اما لیست خدمات تحت پوشش دولت استان به استان متفاوت می‌باشد. آلبرتا، همانند بقیه استان‌های کانادا، دارای نظام خدمات درمانی سراسری و عمومی می‌باشد. سالیانه رقم تقریبی ۳۵۰۰ دلار به ازاء هر نفر در این استان برای خدمات درمانی هزینه می‌شود، که از بالاترین‌ها در کانادا می‌باشد.
آلبرتا در سال ۱۹۰۵ به عنوان استانی مجزا به اتحادیه کانادا پیوست. این استان نام خود را از چهارمین دختر ملکه ویکتوریا برگرفته است. قبل از اینکه به شرایط استانی برسد، آلبرتا به عنوان منطقه‌ای از مناطق شمال-غرب تحت کنترل بود. تا سال ۱۸۶۸، مناطق این استان به همراه دیگر مناطق بزرگ که امروزه کانادا را شکل می‌دهند تحت کنترل شرکت Hudson’s Bay کانادا بوده‌اند.
قبل از رسیدن مهاجران اروپایی در سال ۱۷۰۰، اولین مردم بومی نزدیک به ۸۰۰۰ سال در این منطقه زندگی می‌کردند. خیلی از این مردم بومی توسط مهاجران اروپایی جابه‌جا شدند، اما در عین حال اجتماعات بومی باقی ماندند و در حال حاضر نقش بسیار مهمی را در تاریخ آلبرتا بازی می‌کنند. آلبرتا به عنوان یک استان به همراه همسایه شرقی خود، ساسکاچوان، در سال ۱۹۰۵ به اتحادیه کانادا پیوست. آلبرتا از لحاظ کشاورزی و تولیدات معدن در بالاترین رده قرار دارد. این استان به شدت تحت تأثیر قحطی در سال ۱۹۲۰ قرار گرفت اما با برنامه‌های قوی دولت از این شرایط خارج شد. جهش اقتصادی صنعت نفت و گاز که به شدت باعث سودآوری برای این استان در این روزها شده است، در سال ۱۹۴۷ آغاز شد. با کمک موفقیتی که از ثروت‌های طبیعی نصیب این استان شد، آلبرتا موفق به سرمایه‌گذاری بر اقتصاد و نظام آموزشی خود شد و توانست اقتصادی مدرن و شکوفا که امروزه در این استان در جریان است را به وجود بیاورد.
آلبرتا فرهنگی منحصر به فرد و پر جنب و جوش دارد که توسط مهاجران شکل گرفته است. در کل این استان به خصوص شهرهای ادمونتون و کالگری از فرهنگ‌ها، غذاها، موسیقی و هنر اجتماعاتی از سرتاسر دنیا برخوردار هستند. برای مثال یکی از این موارد فرهنگ مهاجران برای نمایش عمومی در کالگری، Carifest است؛ جشن سالیانه فرهنگی کارائیبی‌ها در این استان.
با آمیخته شدن فرهنگ تمام این اجتماعات گوناگون، شهرهای آلبرتا همگی بین‌المللی شده‌اند. در سال ۱۹۸۸، شهر کالگری با میزبانی مسابقات المپیک زمستانی خود را به معرض نمایش دنیا قرار داد. ادمونتون برای فستیوال‌های معروف خود، به خصوص فستیوال Edmonton Fringe، که در نوع خود بعد از فستیوال Edinburgh بزرگ‌ترین می‌باشد، شناخته شده است. ادمونتون همچنین برای «بازار غربی ادمونتون»، بزرگ‌ترین بازار سربسته دنیا، شناخته شده است.
فرهنگ آلبرتا همچنین تا حدودی تحت تأثیر تاریخ خود از مهاجران اولیه و کشاورزی سنتی فراگرفته است. بهترین مثال از این «فرهنگ کابویی»، فستیوالی در کالگری به نام Stampede است که برنامه‌هایی نظیر گاو بازی و طناب بازی را شامل می‌شود. فستیوال Stampede به همراه جشن‌های کناره خود سالیانه نزدیک به ۱٫۲ میلیون گردشگر را به کالگری جذب می‌کند.

## جمعیت
آلبرتا خانه‌ای برای بیش از ۳٫۳ میلیون نفر است، تقریباً یک دهم از جمعیت کل کانادا. نزدیک به دو سوم از این جمعیت در دو شهر بزرگ این استان هر کدام با پذیرفتن نزدیک به ۱ میلیون نفر در مناطق شهری خود، سکنی گزیدند. بعد از این شهرها، شهرهای(Red Deer(۸۳٬۰۰۰)، Lethbridge(95٬۰۰۰)، Medicine Hat(۵۷٬۰۰۰ و (Grand Paririe (۴۷٬۰۰۰ قرار دارند. در کل بیش از ۸۰٪ جمعیت این استان در مناطق شهری زندگی می‌کنند.
مهاجرت نقش بسیار مهمی را در شکل‌دادن به ساختار آلبرتا ایفا کرده است. در نتیجه امواج بزرگ مهاجرت در مقاطع مختلف گذشته، این استان در توسعه خود ساکنان بزرگی را پذیرفته است که این ساکنان میراث خود را از کشورهایی همانند بریتانیا، آلمان، ایرلند، اوکراین، و فرانسه می‌دانند. آلبرتا همچنین دارای جوامع بزرگی که از جنوب آسیا و چین ارث می‌برند، می‌باشد. امروزه مهاجرت به آلبرتا به بالاترین سطح در زمان خود رسیده است و در این مورد به این استان برای توسعه و تنوع بیشتر کمک می‌شود.
اکثر آلبرتایی‌ها مسیحی هستند. با این حال این استان تا حد زیادی سکولار است، با بیش از ۴۴ درصد از ساکنان که گزارش می‌کنند که در یک سال اخیر در هیچ‌کدام از محل‌های عبادت حاضر نشده‌اند. آلبرتا همچنین خانه‌ای برای بسیاری از مردم از ادیانی همانند هندو، مسلمان، سیک، یهودی و بودایی می‌باشد. همچنین، ادمونتون صاحب قدیمی‌ترین مسجد در شمال آمریکا است.

## دولت
دولت کانادا به صورت یک سیستم فدرال عمل می‌کند، فقط کنترل برخی از امور متعلق به دولت ملی در اتاوا می‌باشد و بقیه موارد تحت کنترل دولت‌های استانی است. استان آلبرتا خود دارای مجلس منتخب دموکراتیک (معروف به مجلس قانون‌گذاری آلبرتا) است که در مرکز استان یعنی شهر ادمونتون قرار گرفته است. دولت فعلی استان که در دسامبر ۲۰۰۶ سوگند یاد کرد از حزب محافظه کار آلبرتا، به رهبری Ed Stelmach تشکیل شده است. نخست‌وزیر Stelmach جایگزین نخست‌وزیر قبلی Ralph Klein، که در میان انتخابات پس از ۱۰ سال رهبری آلبرتا کناره‌گیری کرد، شده است. همانند دیگر استان‌های کانادا، آلبرتا کنترل گسترده‌ای بر سلامت، آموزش و پرورش و سایر خدمات خود دارد. با کمک منابع طبیعی غنی در این استان، دولت آلبرتا قادر به ارائه خدماتی با کیفیت بالا می‌باشد در عین حالی که جمع‌آوری مالیات‌ها در پایین‌ترین سطح خود در کانادا می‌باشد.

## شهرهای اصلی

### کَلگِری
کَلگِری بزرگ‌ترین شهر اَلبرتا و پنجمین شهر بزرگ در کانادا می‌باشد. همچنین کَلگِری جزء شهرهایی با سرعت بالای رشد است؛ رشد نزدیک به ۱۶ درصد بین سال‌های ۱۹۹۶ و ۲۰۰۱. این شهر خانه مردمی چند فرهنگی و متفاوت است. در حالیکه اکثر مردم کلگری ریشه‌شان به اروپایی‌ها بازمی‌گردد، افرادی از سرتاسر دنیا در این شهر زندگی می‌کنند. تعداد قابل ذکری از جمعیت، اجتماعات چینی-کانادایی (۶٪ از کالگری) و آسیای جنوبی (۴٫۲٪)هستند. همچنین اجتماعات نسبتاً بزرگ و متفاوت دیگری که به سرعت در حال رشد هستند همانند Aboriginal, Filipino و آمریکای لاتینی‌ها نیز در این منطقه وجود دارند.
صنعت این شهر بر روی صنعت نفت و گاز، بنگاه‌های خدماتی و صنایعی با تکنولوژی‌های بالا بنا شده است. مراکز اصلی بعضی از شرکت‌هایی که در این منطقه قرار گرفته‌اند عبارتند از: Canadian Pacific Railway, Imperial Oil, EnCanaو Petro-Canada. همچنان که شهر به رشد خود ادامه می‌دهد، شرکت‌های چند ملیتی بیشتر و بیشتری دفاتر خود را در این شهر افتتاح کرده‌اند، که این نشانگر پیشرفت چشمگیر اقتصادی جهانی در کلگری است.
کلگری به صورتی جهانی برای ترکیبی از کیفیت بالای زندگی و پیشرفت اقتصادی شناخته می‌شود. گزارشی در سال ۲۰۰۷ توسط مجله «فربس» کلگری را به عنوان تمیزترین شهر دنیا انتخاب کرد، در حالیکه گزارش‌های Mercer Consulting و مجله The Economist نیز رتبه بسیار بالایی به این شهر برای کیفیت بالای زندگی داده است (بیست و پنجم و دهم جهان به ترتیب). این شهر جهانی خصیصه‌ای چند فرهنگی دارد و نقش میزبانی بازی‌های زمستانی المپیک سال ۱۹۸۸ را داشته است؛ ادامه این اعتبارات افتخار آمیز برای این شهر نقش مؤثری برای جلب تازه واردان در هر سال ایفا می‌کند.

### ادمونتون
ادمونتون مرکز استان آلبرتا و ششمین شهر بزرگ کانادا، مقداری کوچکتر از کلگری است. در حالیکه این شهر جمعیتی بالغ بر ۱ میلیون نفر را داراست، شهر جمعیت بسیار کمی را نسبت به مساحت خود، ۶۴۸ کیلومتر مربع، پوشش داده است. این زمین بزرگ به شهر اجازه داده است که مساحت بالایی از فضاهای سبز، که جذابیتی برای شهر به‌شمار می‌رود را دارا باشد. دره رودخانه‌ای ادمنتون بیست برابر بزرگ‌تر از پارک مرکزی نیویورک می‌باشد.
زمانی که ادمنتون جمعیتی زیر ۱۰ هزار نفر داشت و تبدیل به مرکز استان جدید اَلبرتا شد در سال ۱۹۰۵، از سال‌ها قبل، شکوفایی صنعت نفت در اواخر ۱۹۴۰، شروع به پیشرفتی متناوب کرد. زمانی که شهر در طول دهه ۱۹۸۰ تا اوایل ۱۹۹۰ دچار رکود اقتصادی شد، شهر همچنان به رشد و نوسازی خود ادامه داد. امروزه شهر با داشتن شرکت‌هایی همچون IBM, TELUS, Dell و جنرال الکتریک شاه راه صنعتی قوی شده است. این شرکت‌ها با بازگشایی دفاتر مرکزی خود در این شهر به بالا ماندن رتبه ادمونتون در میان شهرهای برتر دنیا از لحاظ تحقیقات کمک می‌کنند

## ایرانیان مقیم آلبرتا
جمعیت مهاجران ایرانی مقیم آلبرتا نزدیک به ۹۰۰۰ نفر است. اکثریت ایرانیان مقیم آلبرتا در دو شهر بزرگ این استان (ادمونتون و کلگری) زندگی می‌کنند. بنا بر اداره آمار کانادا در سال ۲۰۱۶ بیشتر از ۲۶۰۰ مهاجر ایرانی در ادمونتون و ۵۶۰۰ در کلگری ساکن بودند. همچنین ایرانیان مقیم آلبرتا در ۳۰ سال گذشته چندین انجمن فرهنگی ایرانیان را تشکیل دادند که به برگزاری مراسم نوروز و معرفی فرهنگ ایران به جامعه کانادا می‌پردازند. انجمن فرهنگی ایرانیان کلگری از جمله این انجمن‌های فرهنگی هستند.

## لینک‌ها و منابع
- دولت آلبرتا
- پیدا کردن شغل در آلبرتا
- حقایقی در مورد خرید یا اجاره مسکن در آلبرتا